# Приморська течія

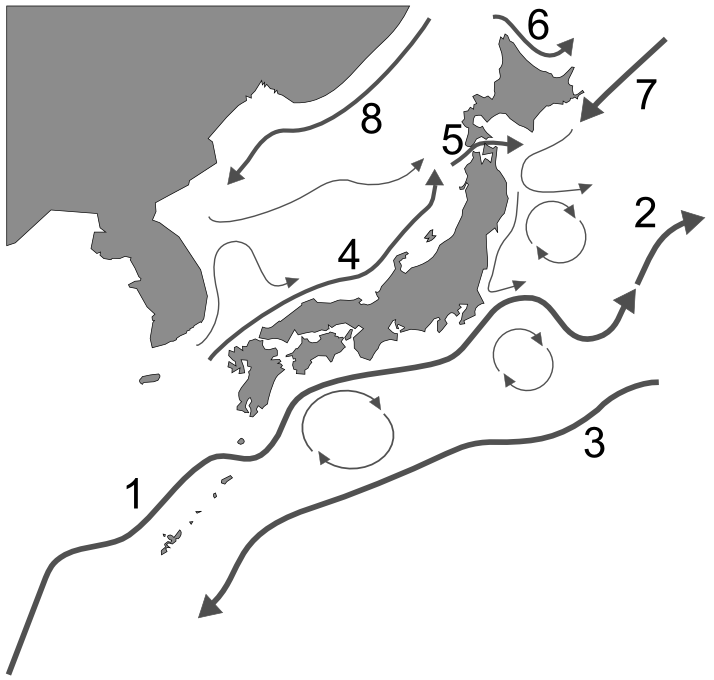
Цусімська течія показана цифрою 8

Приморська течія — холодна морська течія Японського моря.

## Гідрографія

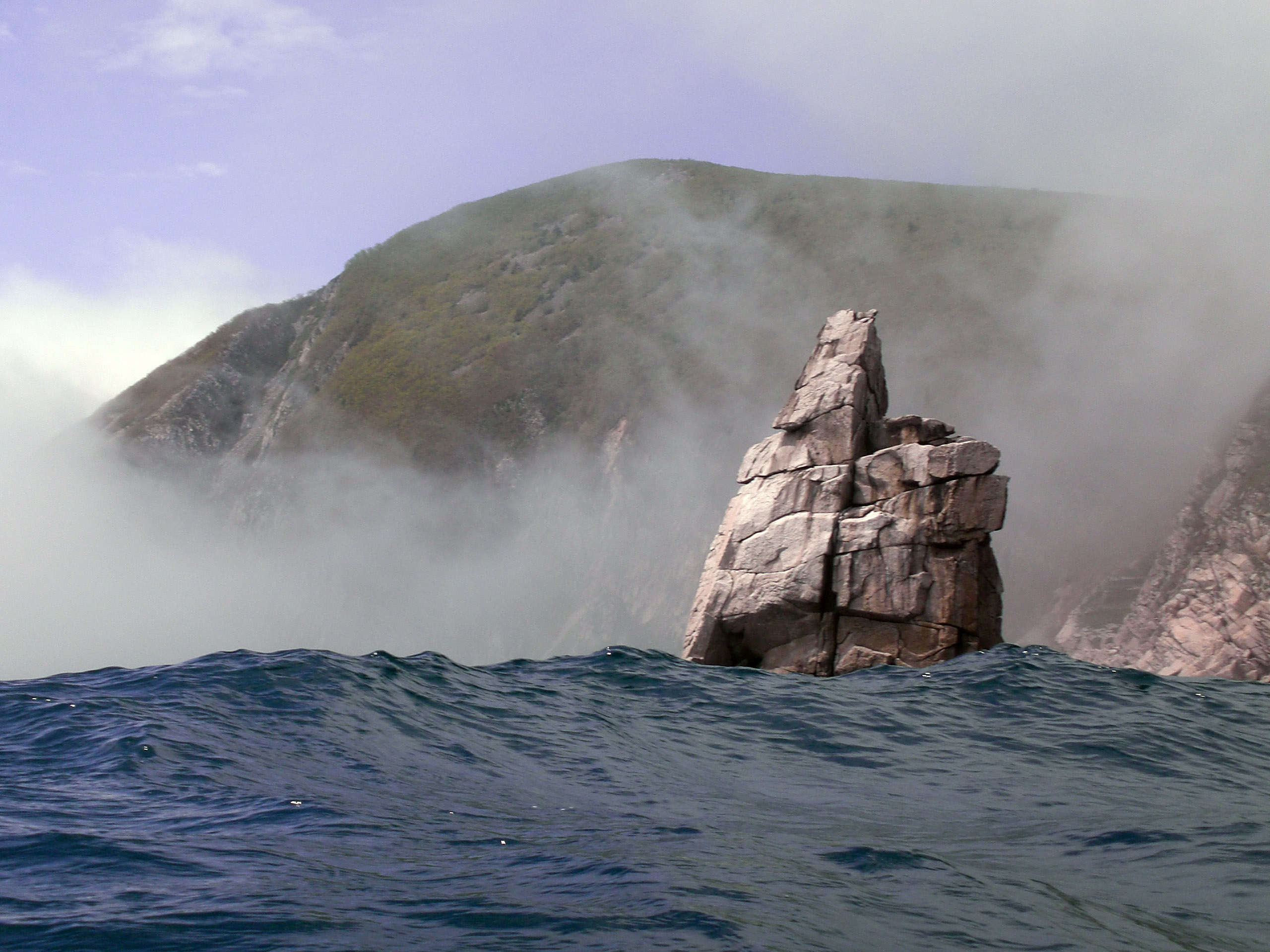
Температурна інверсія, спричинена Приморською течією. На вершинах прибережних сопок тепліше, ніж на узбережжі

Приморська течія починається у Татарській протоці та прямує з півночі на південь вздовж східного узбережжя Хабаровського та Приморського країв
.
Води течії холодні, щільні, важкі, у Татарській протоці сильно опріснені водами річки Амур, тому на виході з протоки класифікуються як солонуваті (від 5 до 15 ‰)

(для порівняння, вода теплої течії Соя класифікується як солона і має солоність3) ,8-34,5 ‰)
.
Швидкість Приморської течії — близько 1 км/год, місцями 2-2,5 км/год.
Ширина течії становить приблизно 100 км, товщина шару що ним переноситься — 50 м.
Біля мису Поворотного течія розгалужується, сильніша частина прямує у відкрите море, а інша гілка, що зливається з Північнокорейською течією, прямує до берегів Кореї.

## Значення
Приморська та Цусімська течії створюють основну циркуляцію вод Японського моря, спрямовану проти годинникової стрілки.
Приморська течія значно впливає на клімат узбережжя Хабаровського і більшої частини Приморського краю, Росія: літо помітно прохолодніше, а зима, навпаки, тепліше, ніж у континентальних районах.
Крім того, Приморська течія викликає сильні літні тумани на узбережжі та у протоці.